# Gladiolus brevitubus
Gladiolus brevitubus är en irisväxtart som beskrevs av Gwendoline Joyce Lewis. Gladiolus brevitubus ingår i släktet sabelliljor, och familjen irisväxter. Inga underarter finns listade i Catalogue of Life.